# Mary Jane Sears
Mary Jane Sears (ur. 10 maja 1939 w Portsmouth) – amerykańska pływaczka. Brązowa medalistka olimpijska z Melbourne.
Zawody w 1956 były jej jedynymi igrzyskami olimpijskimi. Zdobyła brąz na dystansie 100 metrów stylem motylkowym oraz była siódma w stylu klasycznym na dystansie 200 metrów. W 1955 zdobyła dwa medale igrzysk panamerykańskich: złoto w sztafecie 4 × 100 metrów stylem zmiennym i srebro na 200 metrów stylem klasycznym.